# Teresa Patricia Almeida
Teresa Patricia Almeida (5 aprile 1988) è una pallamanista angolana, di ruolo portiere.
Soprannominata Bá, gioca in Angola per la squadra dell'Atlético Petróleos de Luanda e nella nazionale di pallamano dell'Angola, con cui ha debuttato al campionato mondiale di pallamano del 2013 in Serbia.
Nel 2014 partecipa al Campionato africano femminile di pallamano 2014, dove conquista il terzo posto.
Nel 2016 partecipa alle Olimpiadi di Rio de Janeiro, dove viene eliminata nei quarti di finale.